# Coralliophila aedonia
Coralliophila aedonia is een slakkensoort uit de familie van de Muricidae. De wetenschappelijke naam van de soort werd voor het eerst geldig gepubliceerd in 1885 door Watson als Murex (Pseudomurex) aedonius.